# Milton J. Daniels
Milton John Daniels (ur. 18 kwietnia 1838 w Cobleskill, zm. 1 grudnia 1914 w Riverside) – amerykański polityk, członek Partii Republikańskiej.

## Działalność polityczna
Od 1882 do 1886 zasiadał w Minnesota House of Representatives, a następnie do 1890 w Minnesota Senate. W okresie od 4 marca 1903 do 3 marca 1905 przez jedną kadencję był przedstawicielem nowo utworzonego 8. okręgu wyborczego w stanie Kalifornia w Izbie Reprezentantów Stanów Zjednoczonych.